# 장핑 (정치인)

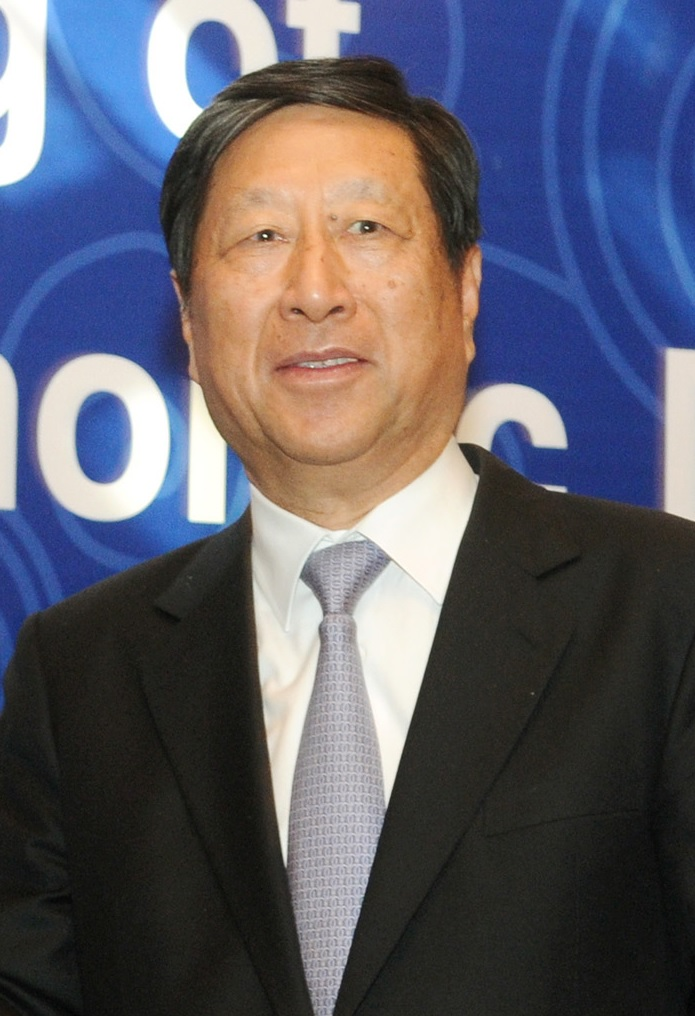

장핑(장평, 중국어: 张平, 1946년 1월 - )은 중화인민공화국의 정치인이다. 중화인민공화국 국가발전개혁위원회 주임을 지냈으며, 현재, 제12기 전국인민대표대회 상무위원회 부위원장이다.

## 생애
안후이성 샤오현 출신으로 안후이은행학교를 졸업했다. 1979년 중국 공산당에 입당하고 1980년 중국공산당 안후이성 성위원회 당교에 들어가 공부했다. 이후 1985년 12월 안후이성 계획위원회 부주임을 거쳐 1991년 안후이성 계획위원회 주임으로 승진했다. 1992년 우후시 시위원회 서기와 시장 대리, 시장을 거쳐 1995년 안후이성 인민정부 부성장에 올랐다. 1999년 8월에는 안후이성 성위원회 상임위원과 부성장에 임명되었고 2003년 중국공산당 안후이성 성위원회 부서기로 승진했다.
안후이성에서 38년간을 근무한 장핑은 2005년 8월, 중앙에 진출하여 국가발전개혁위원회 부주임을 거쳐 이듬해 국무원 부비서장에 임명되었다. 2008년 3월 제11기 전국인민대표대외 1차 회의에서 국가발전개혁위원회 주임으로 선출되었다.
2013년 3월 67세의 장핑은 제12기 전국인민대표대회 상무위원회 부위원장으로 선출되어 5년 임기의 당과 국가지도자가 되었다.